# Хелена Шмит
Хелена Хермина „Лени” Шмит (  рођ. Фишер; Бремен, 28. децембар 1906 — Бремен, 11. новембар 1985) била је немачка атлетичарка, чија је специјалност била трка на 100 метара.

## Биографија
Лени Шмит је као мала дошла у Бременски Гинастички клуб и играл играла рукомет и бацање лопте, док нису открили њен смисао за атлетику. Постала је позната у спринтерској дисциплини трци на 100 метара када је на Првенсту Бремена 1924. победила и постигла резултат 12,6 секундие. То би био немачки рекорд, али није формално признат, јер њен клуб припадао гимнастичкој федерацији, а не атлетској асоцијацији. После победе на такмичењу у Хановеру (12,5) постала је чланица атлетског Спортклуба Бремен.
Била је члан немачке делегације на Олимпијским играма 1928. у Амстердаму, када су жене први пут учествовале у атлетским такмичењима на олимпијским играма. Такмичила се у дисциплинама трчања на 100 м и штафети 4 х 100 метара.
У дисциплини на 100 метара у финалу је дисквалификована, јер је два пута погрешила на старту.
Штафета у саставу Роза Келнер, Лени Шмит, Ани Холдман и Хелене Јункер освојила је бронзану медаљу (49,0) иза победничке штафете Канаде која је резултатом 48,4 поставила светски и олимпијски рекорд и другопласиране штафете САД (48,8).
Године 1928. Шмит је постала прва Немица која је стазу од 200 метара претчала испод 26 секунди.
На Првенству Немачке 1929. освојила је бронзану медаљу у трци на 200 метара.